# 71e régiment du génie
Le 71e régiment du génie (71e RG) est un régiment du génie de l'Armée française.

## Création et différentes dénominations
- Créé à Port Lyautey (Maroc) le 16 avril 1943 sous le nom de 71e bataillon du génie.
- Dissous le 31 décembre 1955.
- Recréé le 1er mars 1957.
- Dissous le 30 novembre 1959.
- Recréé le 1er août 1964 à Colomb-Béchar sous le nom de 71e régiment du génie.
- Dissous le 31 mai 1967 à Metz.
- Recréé le 1er décembre 1967 à Rouen.
- Dissous le 16 avril 1997 à Oissel.

## Chefs de corps
- 1966 : colonel Le Chatelier
- 1968-1969 : colonel Blanchard (*)
- 1971-1973 : colonel Champin (*)
- 1973-1975 : colonel Jean Quélennec (*)
- 1975-1977 : colonel Jacquinet (*)
- 1977-1979 : colonel Javelot (*)
- 1979-1981 : colonel Goxe
- 1982-1983 : colonel Bohn(*)
- 1983-1985 : colonel Dréano(*) - Commandant en second : LCL Vandelet (*)
- 1985-1987 : colonel Compagnie
- 1987-1989 : colonel Françoise (***)
- 1989-1991 : colonel Vandelet (*)
- 1991-1993 : colonel Debarnot (**)
- 1993-1995 : colonel Russier
- 1995-jusqu'à sa dissolution le 25 avril 1997: colonel Vernoux (*)

(*) Officier qui devint par la suite général de brigade.
(**) Officier qui devint par la suite général de division.
(***) Officier qui devint par la suite général de corps d'armée

## Historique des garnisons, combats et batailles

### Seconde Guerre mondiale
Le 71e bataillon du génie a été créé à Port-Lyautey (Maroc) le 16 avril 1943. Le 4 mai 1944, Le Bataillon est engagé en Corse avec la 9e division coloniale. Le 17 juin 1944, il débarque sur l'île d'Elbe puis en Provence où il participe à la libération de Toulon.
Il prend ensuite une part importante dans la libération de la France, et en particulier dans les combats d'Alsace, où il participe au franchissement du Rhin.

### Depuis 1945
Après la victoire, le 2 novembre 1945, le 71e bataillon du génie est envoyé en Extrême-Orient à Saïgon. Le 16 août 1949, le 71e bataillon colonial du génie stationné à Haïphong, change d'appellation et devient 71e bataillon du génie, il reprend son nom initial à son arrivée en Extrême-Orient en 1945. Le 9 mars 1947 pour être engagé au profit de la 2e DB sous les ordres du général Leclerc.
Sa mission : il est chargé de l'établissement et de la protection des voies de communication du Tonkin. Le delta du Mékong présente un important réseau fluvial. Il crée une compagnie d'un nouveau type, la 4e compagnie de bateaux blindés. la 2e compagnie est dotée d'une section aéroportée. Elle est constituée à partir des effectifs du bataillon. Les personnels, brevetés en Indochine, sont destinés à appuyer les troupes aéroportées engagées en zone sud. Le 16 août 1949, la 21e compagnie et la 4e compagnie de bateaux blindés accueillent les premiers éléments de la Légion étrangère. En deux ans, le 71e bataillon du génie lance une centaine de ponts, refait la piste d'aviation de Laï-Khé, les installations portuaires de Nha Trang, tout en participant aux opérations du corps expéditionnaire. Ses éléments forment une section de voies ferrées affectée à la 21e compagnie de commandement et des services. Elle avait armé un train blindé dont le nom est resté célèbre, La Rafale.
Il participe ainsi à la glorieuse défense du pont de Tanan. Le 31 décembre 1955, le bataillon est dissous.
En mars 1957, le bataillon réapparaît à partir du 291e bataillon d'infanterie en Algérie à Blida (aujourd'hui El-Boulaida) puis dans la plaine de la Mitidja, au camp Boutillier. À Tigzirt stationnent les 1re et 4e compagnies. En mars 1959 sur la zone Ouest-Algérois, il cantonne dans la région d'Affreville. À la fin de l'année 1959, la 71/1 part en zone Est-Constantinois avec la 71/2, la 71/3 rejoint la zone Nord-Constantinois. Il est dissous à Tigzirt le 30 novembre 1959 dans le cadre des restructurations. Des compagnies passent au 36e bataillon du génie, la 71/3 devient la 61e compagnie divisionnaire de la 11e DI. Les personnels isolés rejoignent les unités du génie du corps d'armée de Constantine, d'autres participent à la création de la 71e CGZ.
Reconstitué une troisième fois en 1964, le 71e bataillon du génie est reconstitué à Béchar (Colomb-Béchar), In Salah et Reggane. Il rentre en France en garnison à Metz jusqu'au 31 mai 1967 où il est dissous.
Le 71e R.G. du génie, créé à Rouen le 1er décembre 1967 par modification nominale du 12e RG, est héritier du patrimoine et des traditions du 71e bataillon du génie. Ses unités serviront pendant 3 décennies au Liban, au Tchad, au Cambodge et en ex-Yougoslavie.
Elbe, Toulon, Doubs, Alsace, Rhin, Bade, Tonkin, Cochinchine, Annam et Cambodge sont inscrits sur le fanion et rappellent les théâtres d'opérations qui valurent au 71e RG, 11 citations collectives et le droit au port de la Fourragère des Théâtres d'Opérations Extérieures. Il est rattaché au 3e corps d'armée.
Le régiment, installé tout d'abord à Rouen (quartier Richepanse), change de garnison en 1973 pour s'installer à Oissel, dans le quartier Faidherbe.
À Oissel, il est composé de :
- 1 Cie : Centrale à concassage (détachée au camp de Sissonne) ;
- 2 Cie : Centrale à enrobés (détachée au camp de Sissonne) ;
- 5 Cie : De combat mécanisé ;
- 6 Cie : Aide au déploiement ;
- 11 Cie : Instructions ;
- 21 Cie : Commandement et services (PC, ordinaire, habillement, atelier, carburant, etc.) ;
- 22 Cie : Compagnie d'appui (IEC, casernement, franchissement, transport lourd, TP) ;
- 24 Cie : Compagnie de Ponts Flottants Motorisés (création le 1er août 1984) ;
- 25 Cie : Franchissement (bacs et ponts Gillois) ;
- 58 Cie : Compagnie du génie divisionnaire (génie/combat) ;
- 62 Cie : Compagnie du génie divisionnaire (génie/combat de la 11e DI) ;
- Il y avait également la 231e et 232e compagnie de combat qui étaient les 1re et 2e CCB du 23e R.G.

Le régiment est dissous le 16 avril 1997. Sur son site s'est ouverte le 1er mars 1998 l'École nationale de police de Oissel, dont le nom a changé le 15 novembre 2002 pour devenir ENP de Rouen-Oissel.

## Drapeau
Il porte, cousues en lettres d'or dans ses plis, les inscriptions:
- France 1944-1945
- Indochine 1945-1954

## Décorations
Sa cravate porte: La Croix de guerre 1939-1945 avec palmes (4 septembre 1945), la Croix de guerre des TOE avec palmes (4 mars 1948).
- La 21e compagnie, Croix de guerre 1939-1945 avec palme.
- La 1re compagnie, Croix de guerre des Théâtres d'opérations extérieurs, une palme, deux étoiles de bronze.
- La 2e compagnie, Croix de guerre 1939-1945, une étoile de bronze, Croix de guerre des Théâtres d'opérations extérieurs

avec palme, Satisfaction du Roi du Cambodge.
- La 3e compagnie, Croix de guerre 1939-1945 une étoile de bronze, Croix de guerre des Théâtres d'opérations extérieurs

une étoile de vermeil.
- La 4e compagnie, Croix de guerre des Théâtres d'opérations extérieurs une étoile d'argent.
- Puis la fourragère aux couleurs du ruban de la Croix de guerre des Théâtres d'opérations extérieurs.

## Devise
« Pour ne faire qu'un »
La véritable devise est : « Qui suit, franchit, qui s'y attaque, ne passe pas ».
Pour mémoire, la devise du génie est « parfois détruire, souvent construire, toujours servir ».

## Insigne
Porte l’épithète colonial de septembre 1947 à août 1949 (écu écartelé bleu et rouge à une ancre chargée d’une cuirasse)

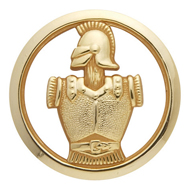
Insigne de béret du génie

## Personnalités ayant servi au71eRG
- En 1977, après avoir fait ses classes à Coëtquidan, puis à l'École d'application du génie à Angers, François Hollande, est affecté comme aspirant au 71e régiment du génie[2].
- François-Pierre Joly